# قانون تابعیت لیختن‌اشتاین
قانون تابعیت لیختن‌اشتاین (انگلیسی: Liechtensteiner nationality law) شرایطی را که طبق آن یک فرد دارای تابعیت
لیختن‌اشتاین است، مشخص می‌کند. قانون اصلی تعیین‌کننده الزامات تابعیت، قانون تصاحب و از دست دادن شهروندی است که در روز ۴ ژانویه ۱۹۳۴ اجرایی شد.
لیختن‌اشتاین عضو انجمن تجارت آزاد اروپا (کوته‌نوشت به انگلیسی: EFTA) و منطقه شنگن است. تمام افرادی که دارای تابعیت لیختن‌اشتاین هستند، اجازه زیستن و کار به صورت خودکار و دائم در هر کشور اتحادیه اروپا (کوته‌نوشت به انگلیسی: EU) یا انجمن تجارت آزاد اروپا (کوته‌نوشت به انگلیسی: EFTA) را به دست می‌آورند.
هر فردی که هنگام تولد، یکی از والدین او لیختن‌اشتاینی باشد، بدون در نظر گرفتن محل تولد او، در بدو تولد از حق شهروندی برخوردار می‌گردد. اتباع خارجی بعد از زندگی در این کشور دست کم به مدت ۵ سال، چشم پوشی از هر گونه تابعیت قبلی، در حالی که با رای مردمی ساکنان محلی یک حوزهٔ شهری مورد پذیرش قرار گرفته‌اند، و ارائه مهارت خود در زبان آلمانی، ممکن است به حق شهروندی دست یابند.

## تاریخچه
تا اوایل قرن نوزدهم، سرزمین‌های آلمان هسته حکومت به شدت غیر متمرکز امپراتوری مقدس روم را تشکیل می‌داد.